# Агдере
Агдере, також Мартакерт (азерб. Ağdərə, вірм. Մարտակերտ) — місто в Азербайджані, розташоване в Тертерському районі. З 1991 по 2023 рік було під контролем невизнаної Нагірно-Карабаської республіки, входило в склад Мартакертського району. Місто розташоване на річці Тертер, за 62 км на північ від Ханкенді.

## Назва
Уважається, що вірменська назва міста Мартакерт (Мардакерт за класичним правописом) складається з двох часточок: мард (вірм. մարդ – "особа, постать"; у контексті цієї назви "хоробра людина") та -керт (вірм. կերտ – "місто, збудоване (кимось); будівля") – тобто, місто хоробрих людей, що є відсиланням до легендарної хоробрості тамтешнього населення. Також назву виводять від слова матур (вірм. մատուռ – "каплиця").
Тюркська назва міста Агдере (або Агдара) у перекладі означає біла ріка (азерб. ağ – "біла", азерб. dərə – "річка, річкова долина").

## Історія
У 1992 році в місті відбувалися запеклі бої Карабаської війни. 4 липня 1992 року Національна армія Азербайджану зайняла місто під час літнього наступу. Майже рік місто знаходилося під контролем Азербайджану. 27 липня 1993 року Армія Оборони Нагірного Карабаху зайняла місто. Під час конфлікту місто дуже серйозно постраждало. За переписом населення 1989 року в Мартакерті проживало понад 8 тисяч осіб, а за переписом 2005 року всього 4 214. В місті знаходиться церква Св. Ованеса Мкртіча, побудована у 1881 році і відреставрована у 2003 році.
19 вересня 2023 року Азербайджан розпочав військову операцію у Нагірному Карабаху. Наступного дня сторони домовились про припинення вогню за умов Баку. Під контролем російських миротворців почалося роззброєння вірменських сепаратистів. Увечері 24 вересня останні мешканці покинули місто, а саме воно, як стало відомо наступного дня, повернулося під контроль Азербайджану.

## Видатні мешканці
- Темік Оганесович Автанділян — Герой Радянського Союзу.

## Галерея

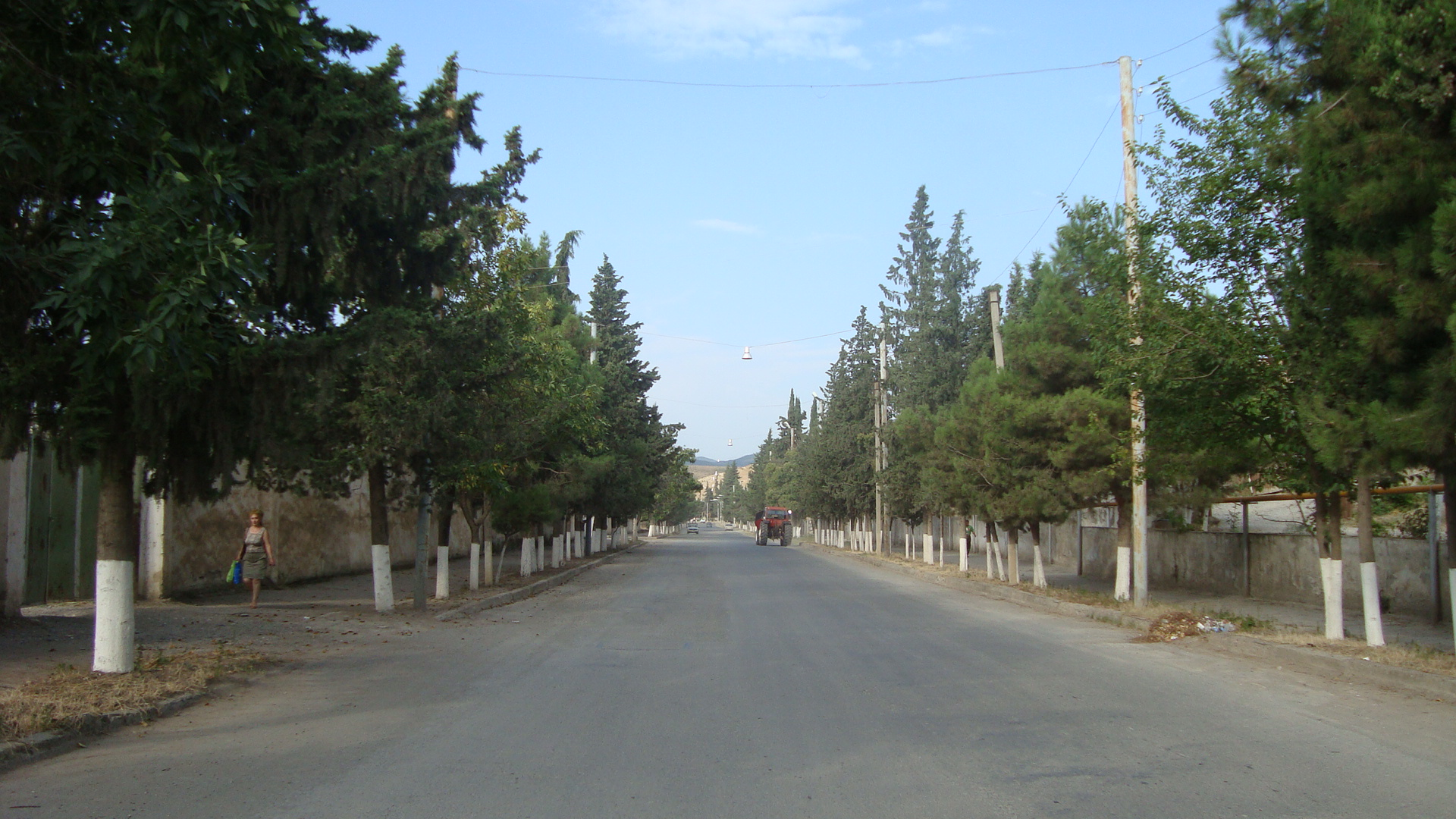
Центральна вулиця міста.
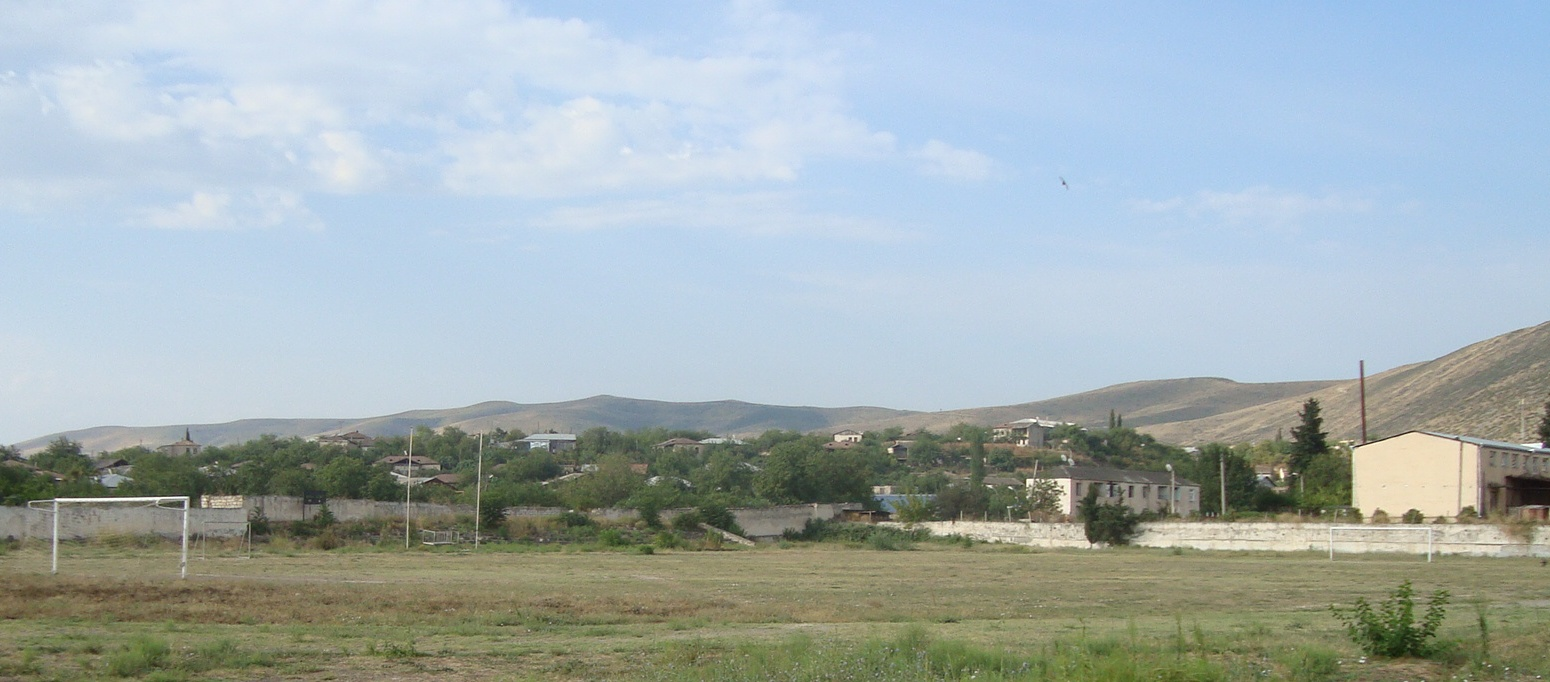
Футбольний стадіон імені Вігена Шіріняна.
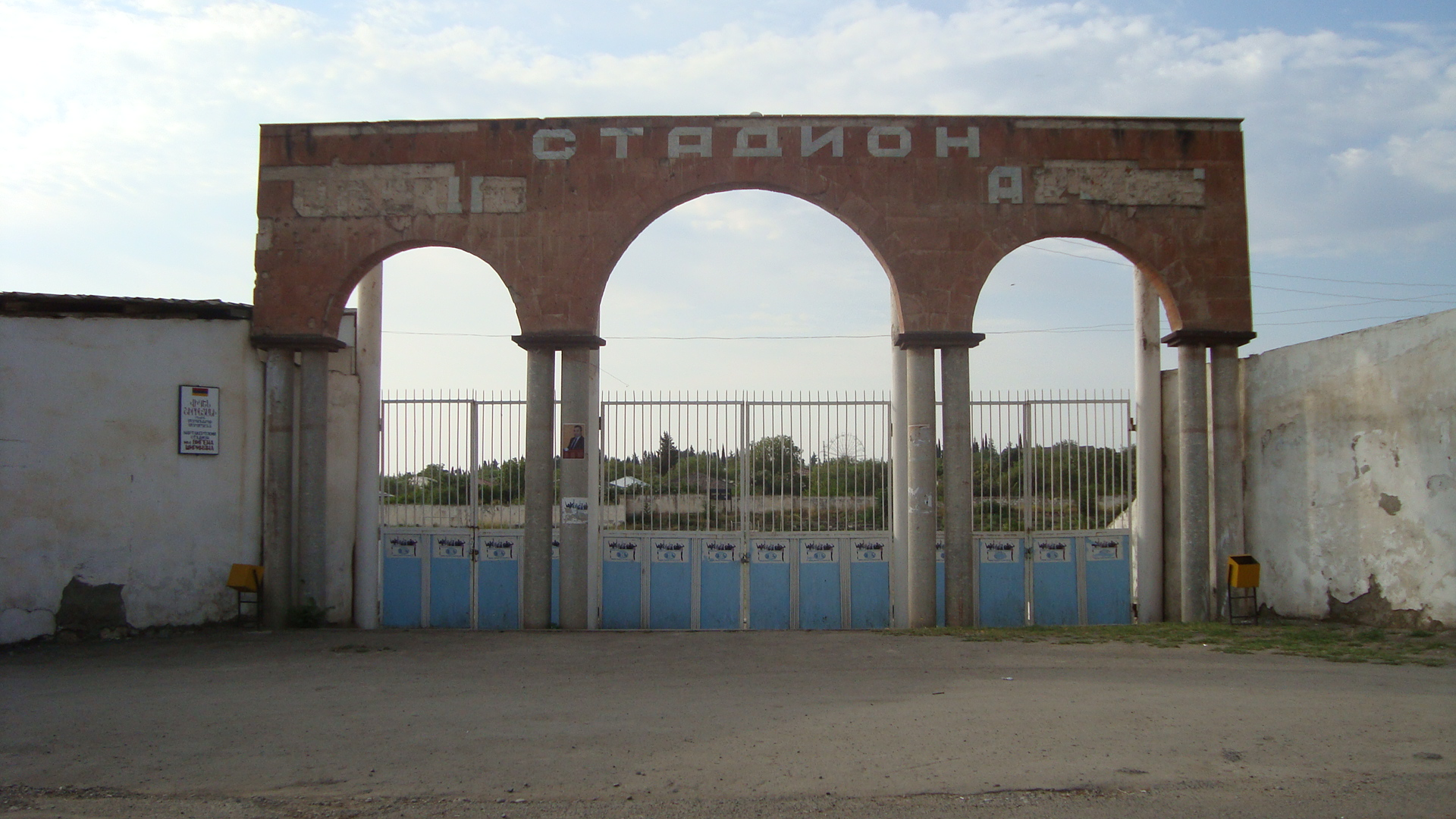
Вхід до стадіону.
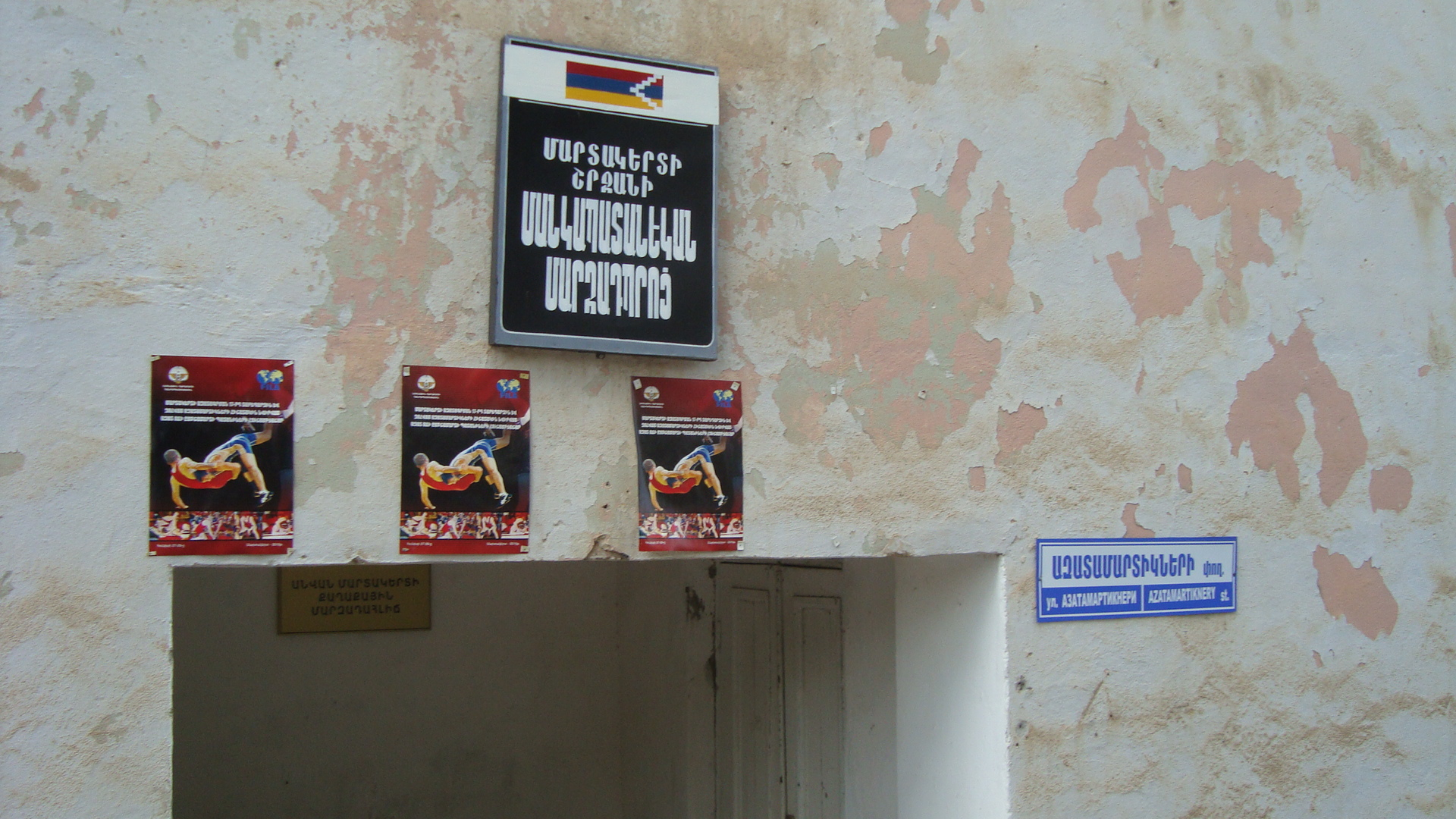
Вхід до спортивного комплексу.
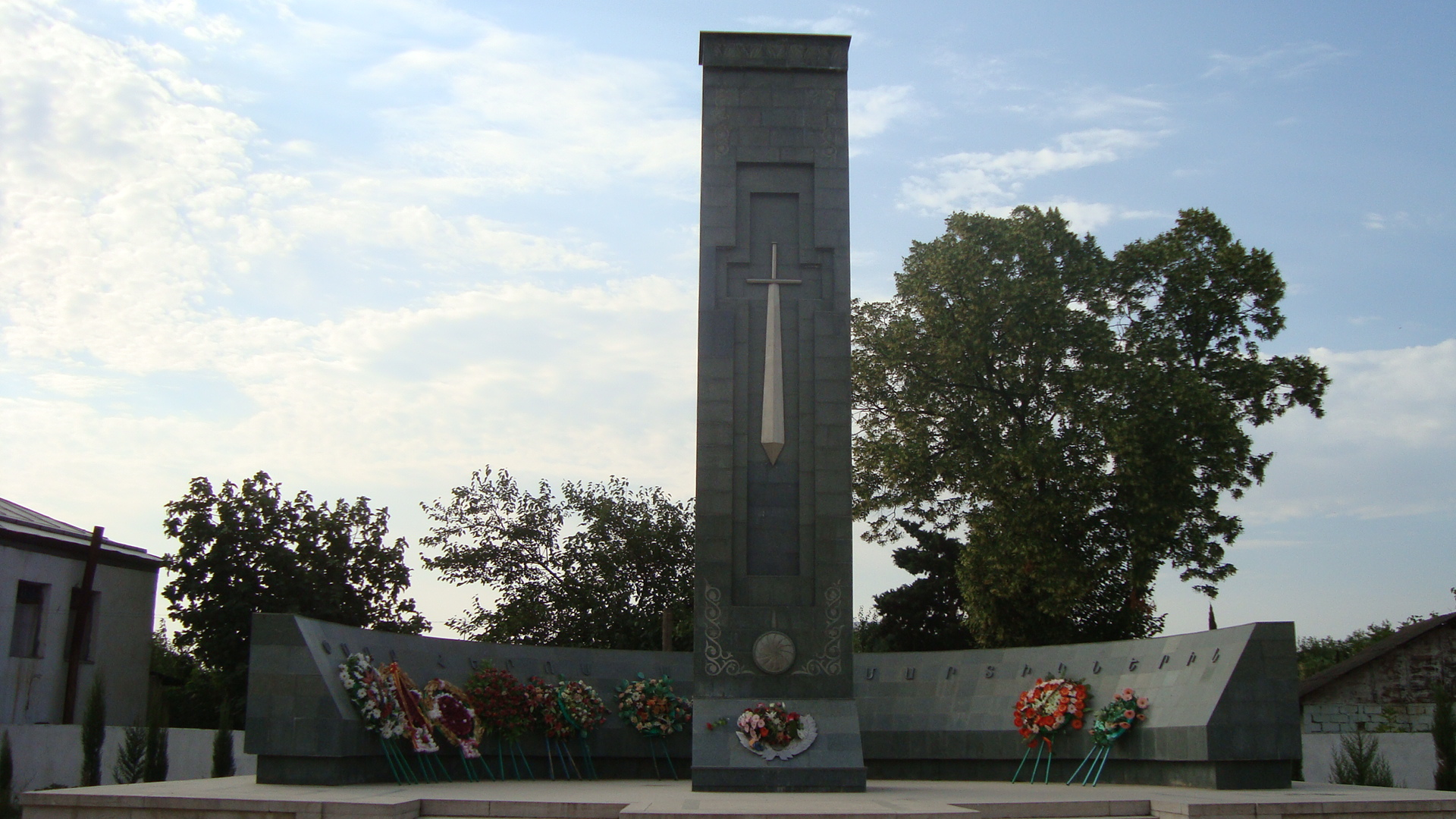
Монумент Слави на честь визволителів міста.
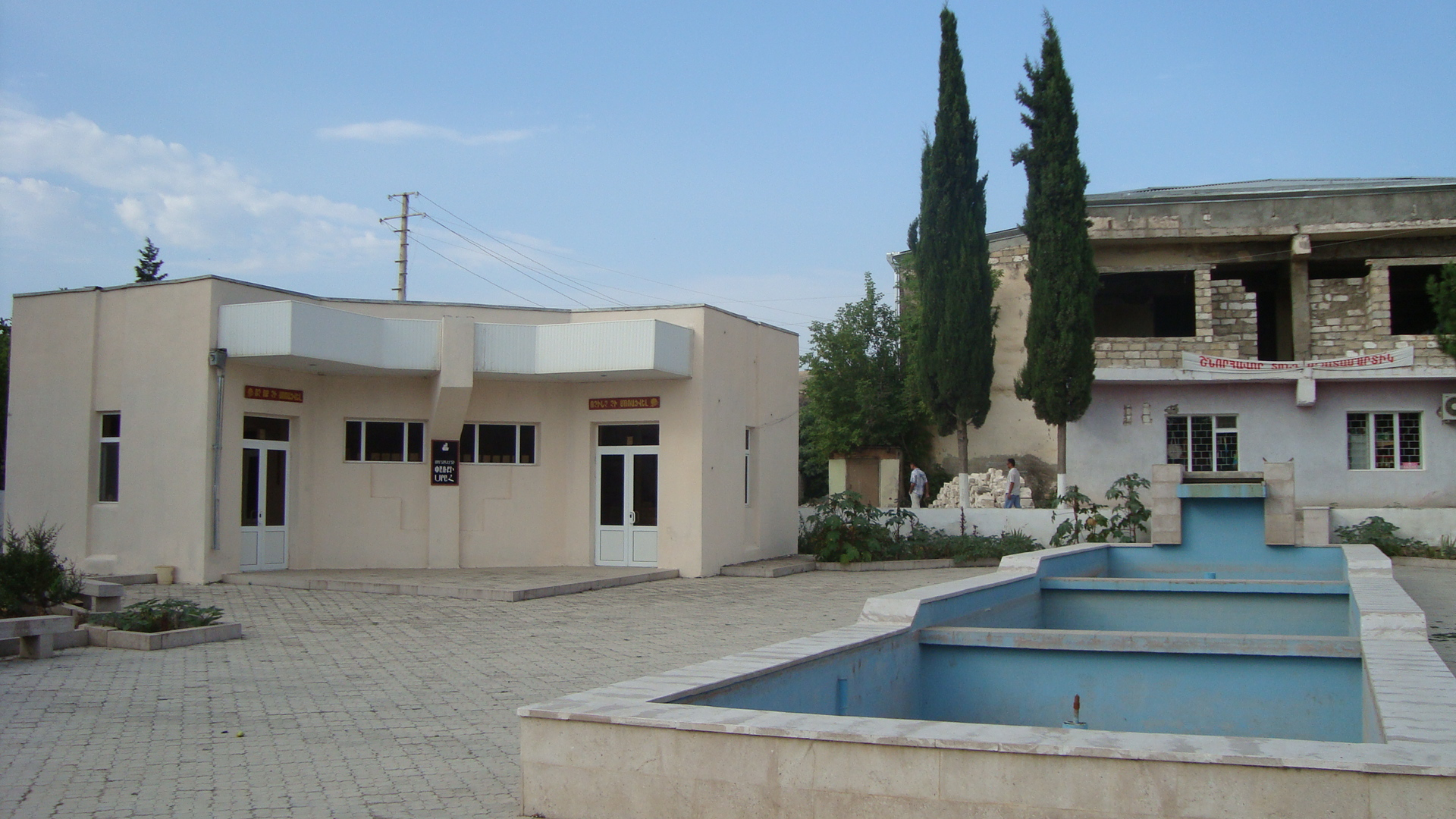
Алея Слави та музей війни.
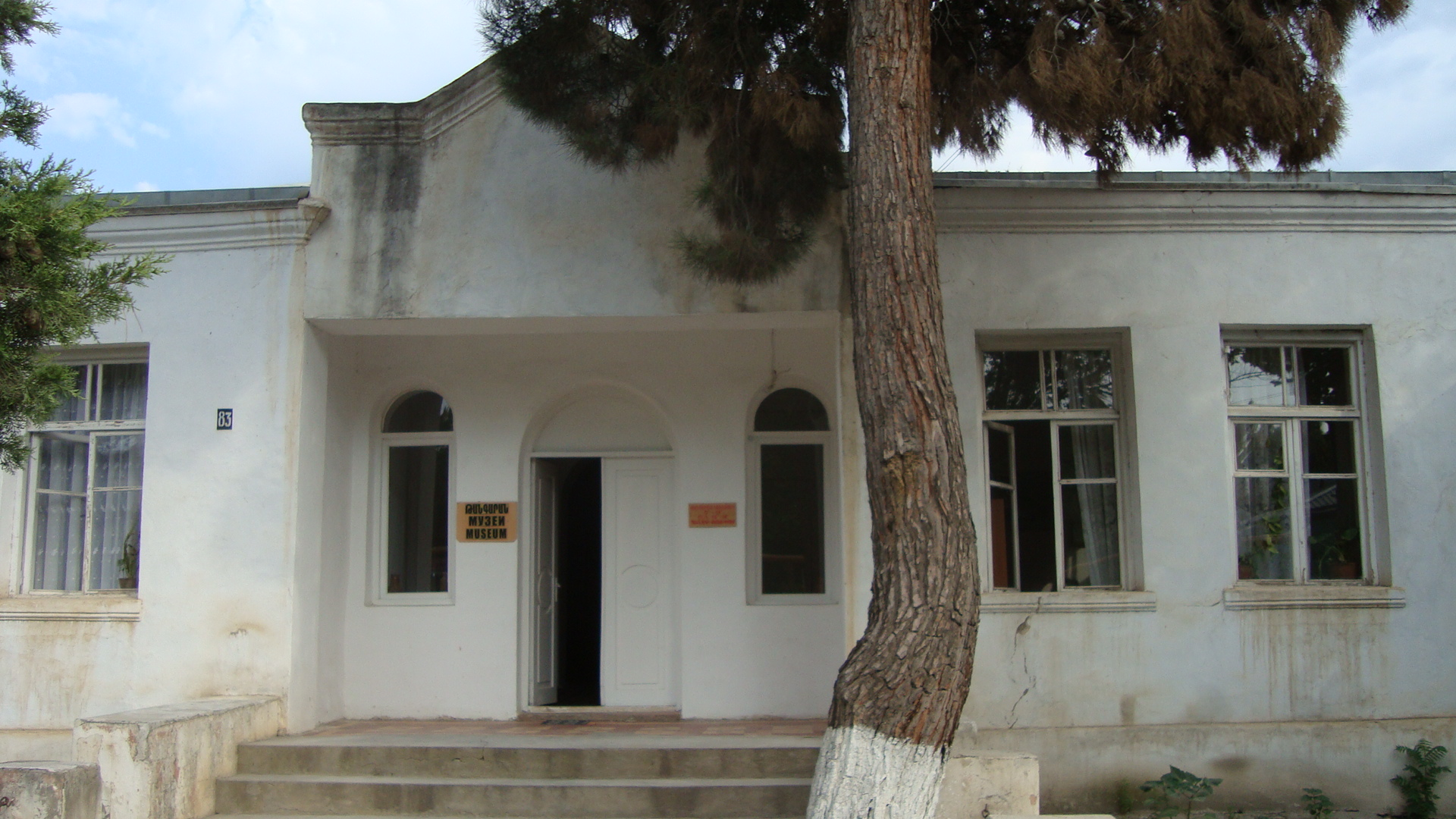
Будівля краєзнавчого музею.
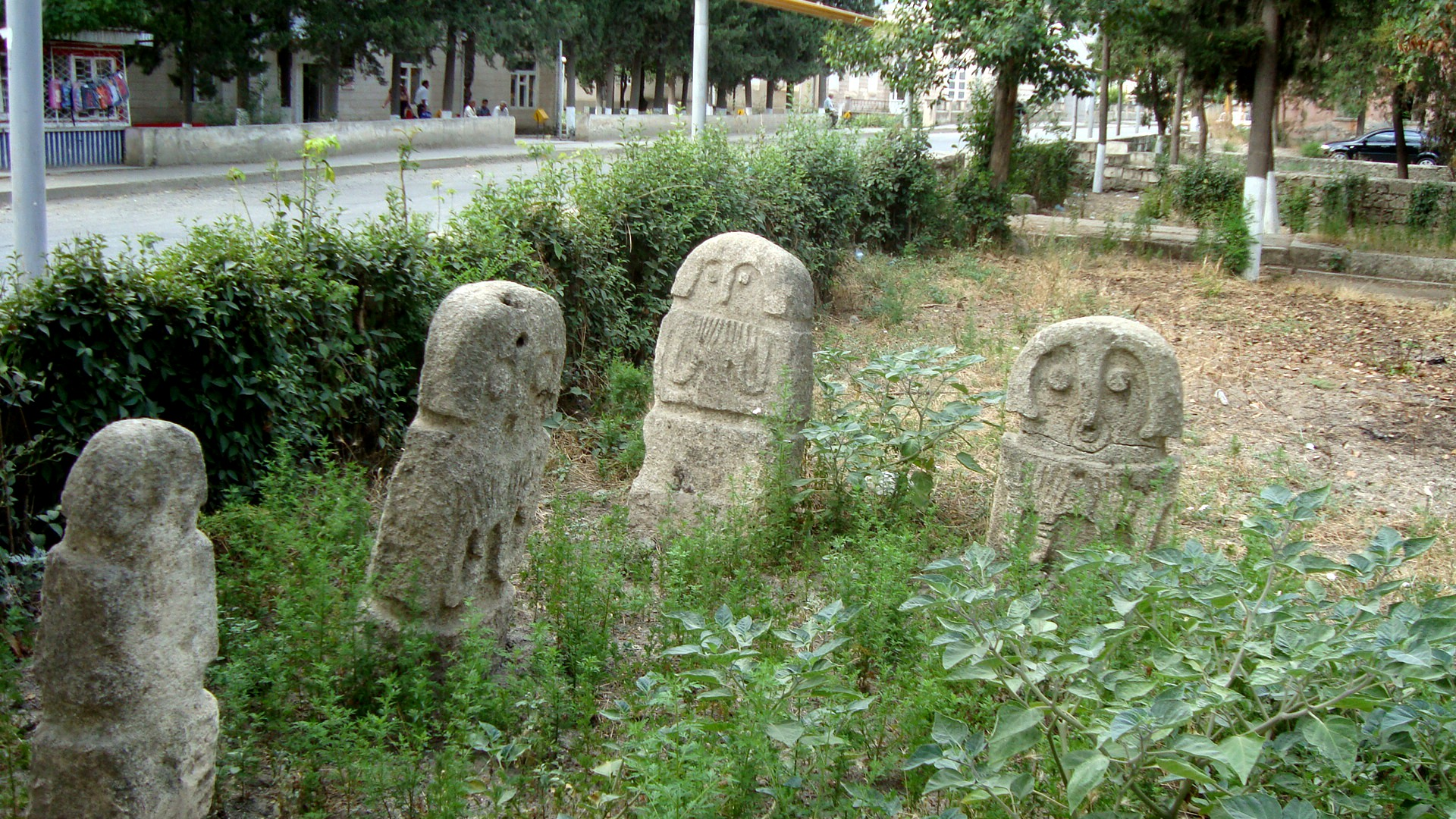
Вірменські хачкари.
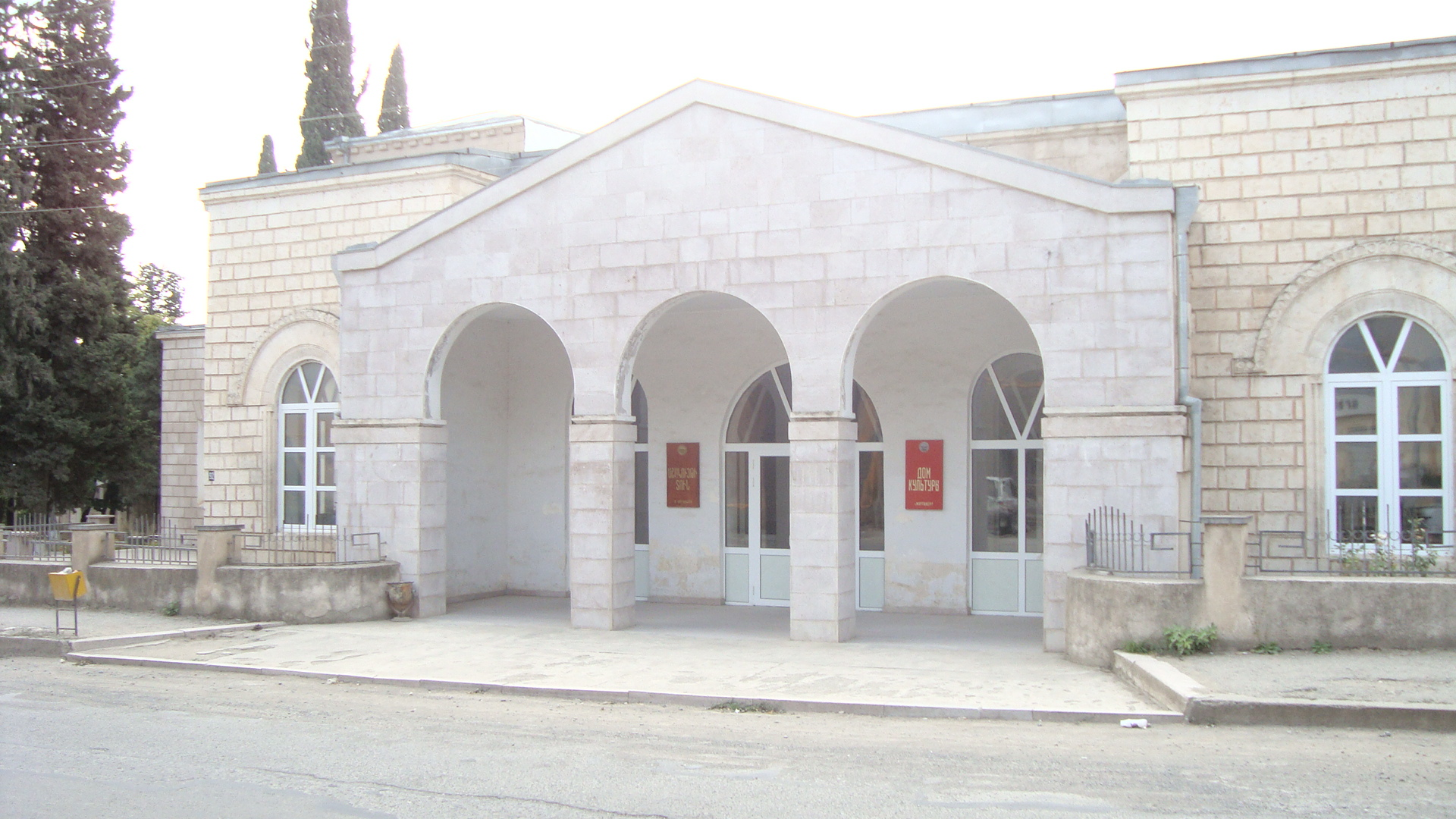
Будинок культури.
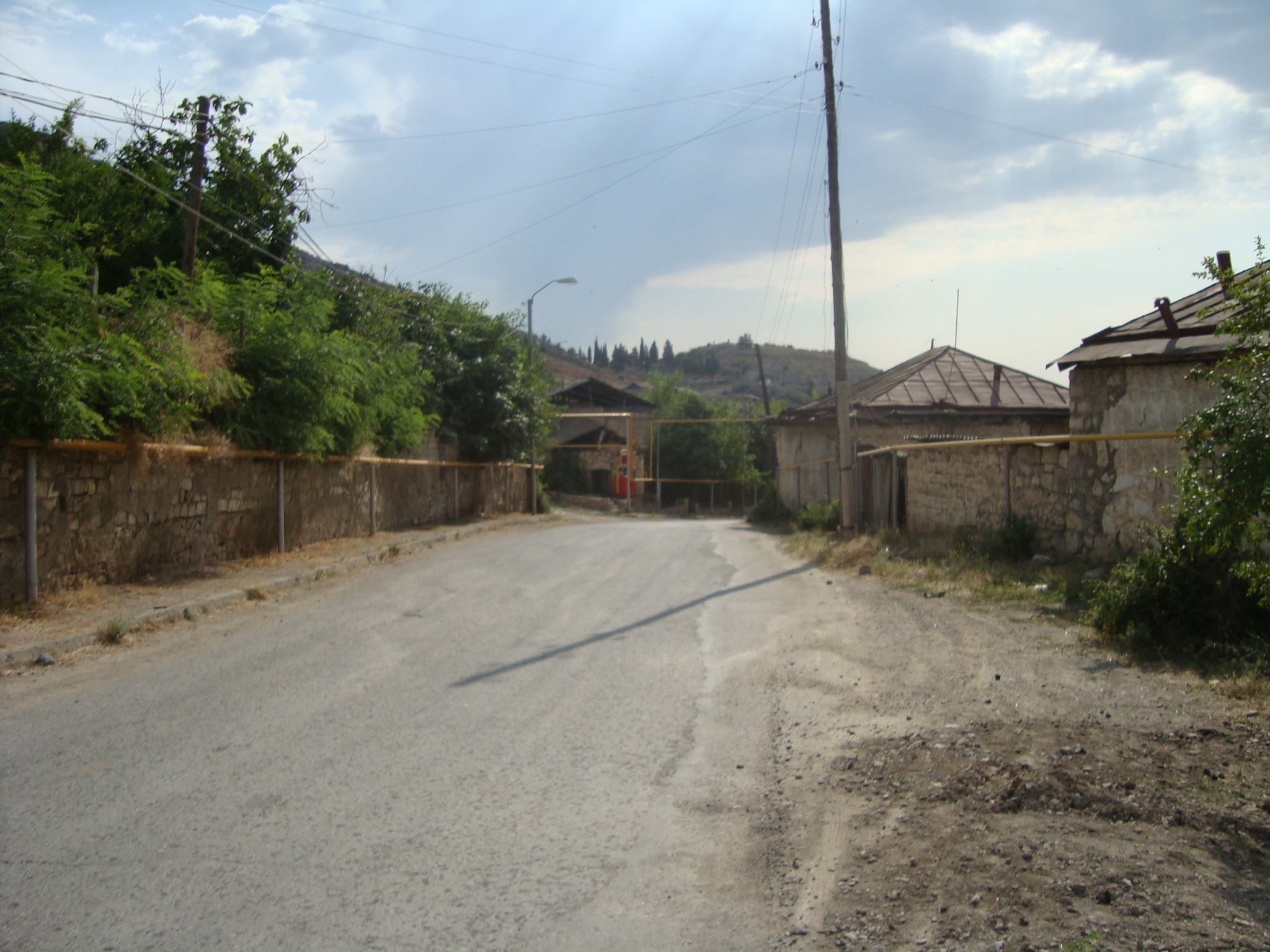
Старе місто.
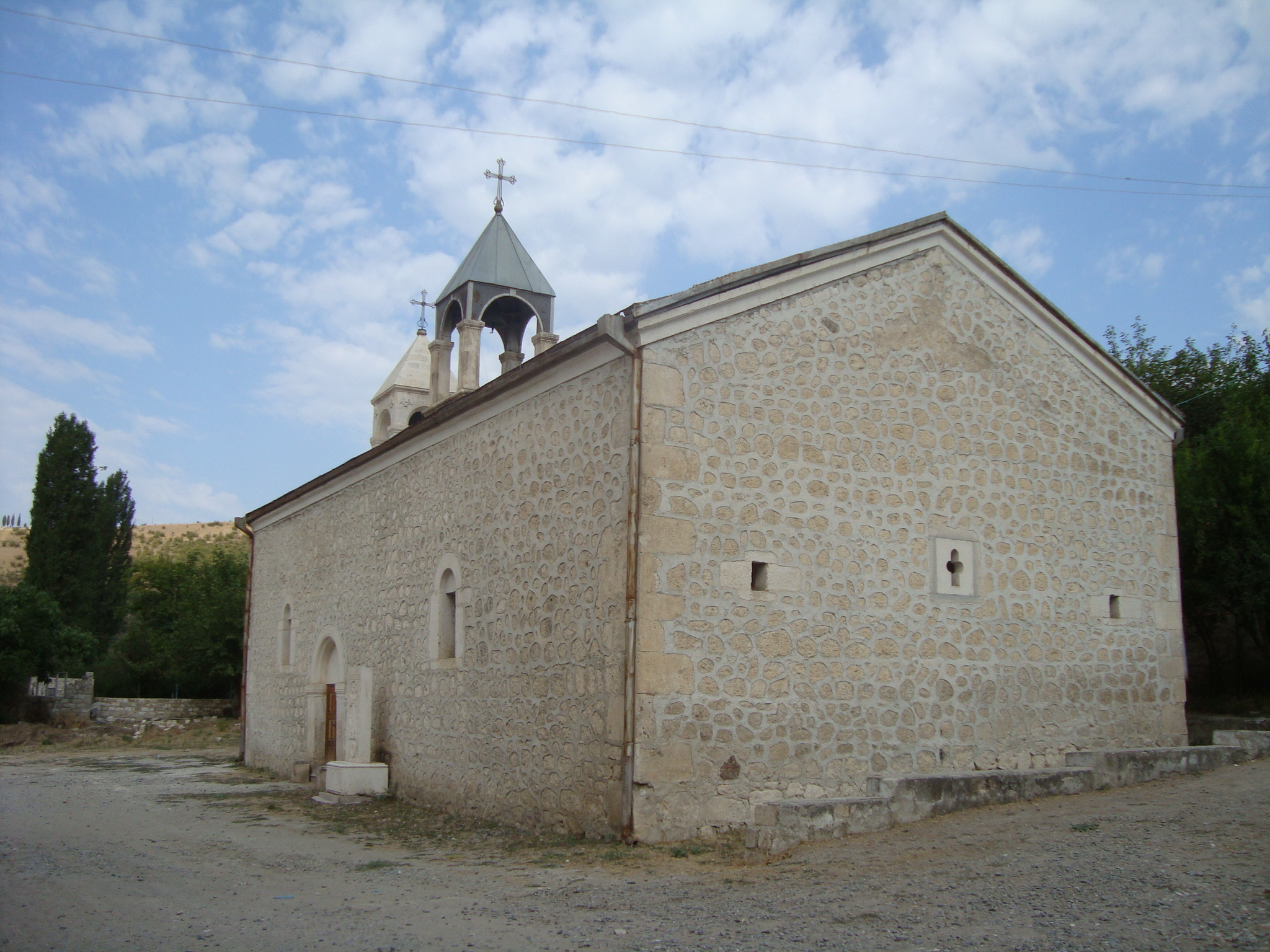
Мартакертська церква (вигляд ззовні).
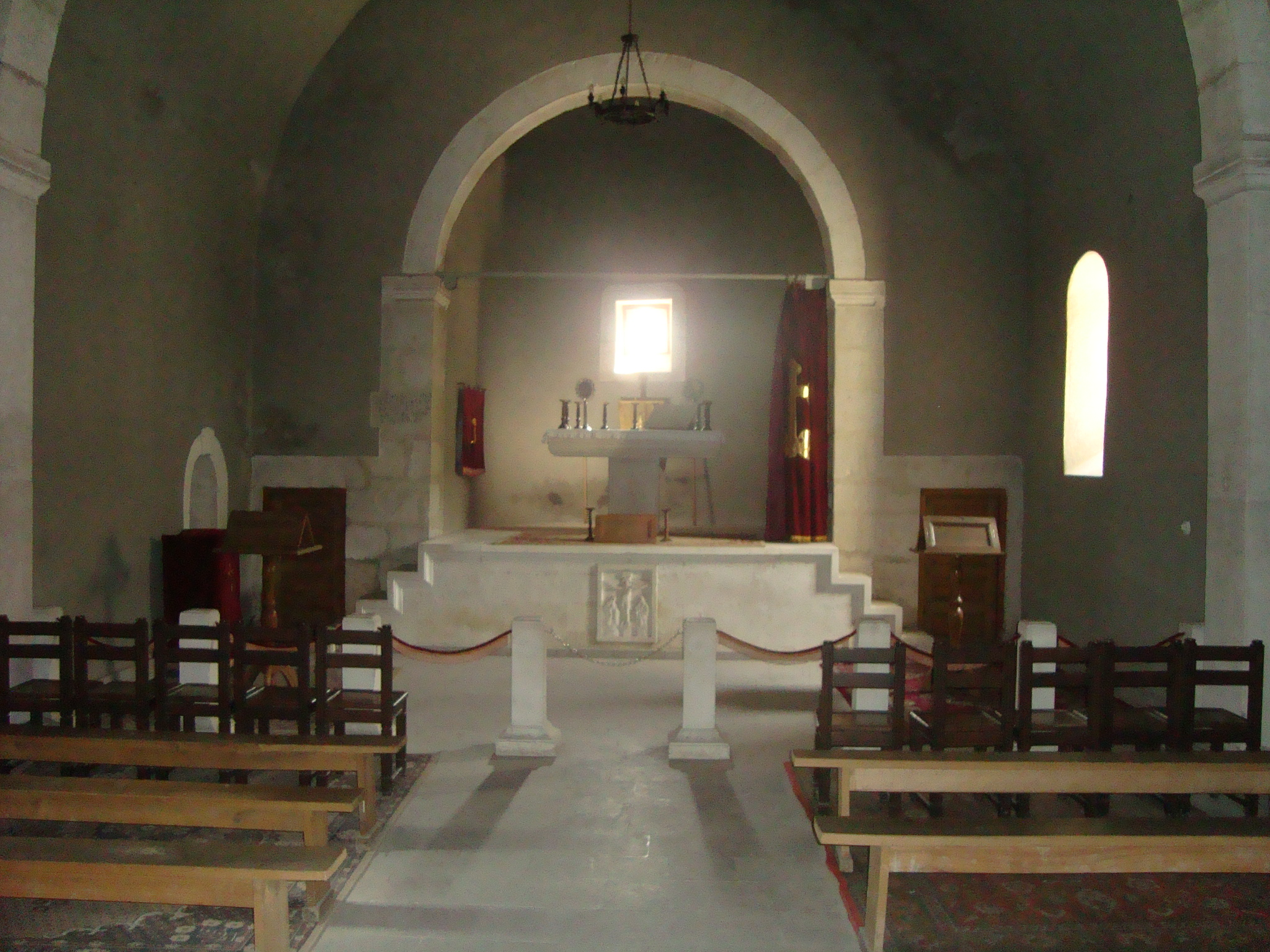
Мартакертська церква (внутрішній вигляд).
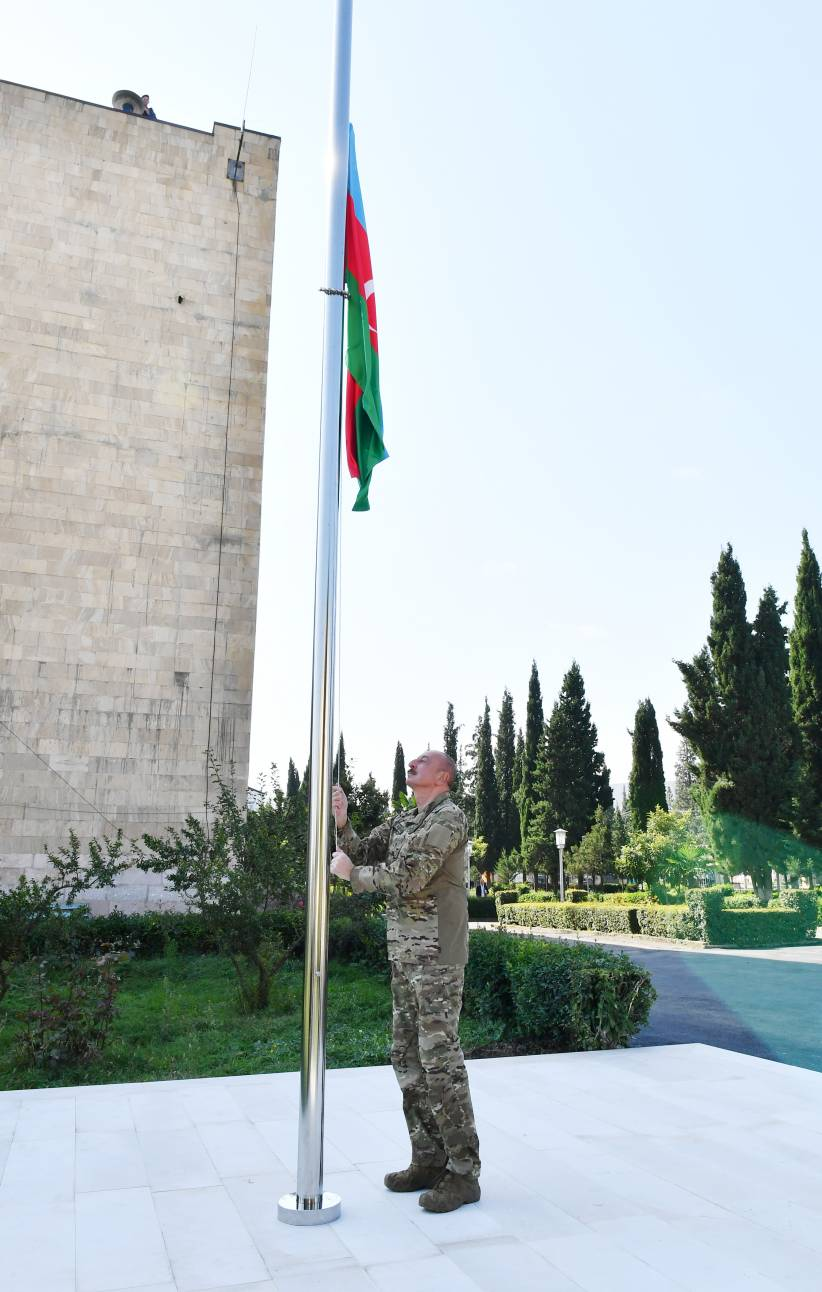
Президент Азербайджану Ільхам Алієв піднімає прапор Азербайджану над містом. 15 жовтня 2023 року

## Пам'ятки
У місті є церква 1883 р., гробниці 2-1 тисячоліття до н. е., цвинтар 17-19 століть та селище «Таза хач» (дослівно — «Новий хрест») — середньовіччя.